# UCI Africa Tour 2025
UCI Africa Tour 2025 – 21. edycja cyklu wyścigów kolarskich UCI Africa Tour.
W kalendarzu 21. edycji cyklu Africa Tour znalazło się 15 wyścigów rozgrywanych między 22 stycznia a 5 października 2025.

## Kalendarz
Opracowano na podstawie:
| UCI Africa Tour 2025     | UCI Africa Tour 2025 | UCI Africa Tour 2025 | UCI Africa Tour 2025 | UCI Africa Tour 2025                    | UCI Africa Tour 2025                      | UCI Africa Tour 2025                         | UCI Africa Tour 2025 |
| Data                     | Państwo              | Wyścig               | Kat.                 | Zwycięzca                               | Drugie miejsce                            | Trzecie miejsce                              |                      |
| ------------------------ | -------------------- | -------------------- | -------------------- | --------------------------------------- | ----------------------------------------- | -------------------------------------------- | -------------------- |
| 22 – 26 stycznia 2025    | Mauretania           | Tour du Sahel        | 2.2                  | Stefan Verhoeff (Universe Cycling Team) | Anass Aït El Abdia (Sidi Ali-Unlock Team) | El Houçaine Sabbahi (Agadir Vélo Propulsion) |                      |
| 23 lutego – 2 marca 2025 | Rwanda               | Tour du Rwanda       | 2.1                  | Fabien Doubey (Team TotalEnergies)      | Henok Mulubrhan (Erytrea)                 | Oliver Mattheis (Bike Aid)                   |                      |